# Cameron Jones
Pour les articles homonymes, voir Jones.
Cameron Scott Jones, né le 4 mai 1989 à Fort Lewis dans l'État de Washington, est un joueur américain de basket-ball.